# Lamar Hunt U.S. Open Cup de 2013
A Lamar Hunt U.S. Open Cup de 2013 foi a 100ª temporada da competição futebolística mais antiga dos Estados Unidos. Sporting Kansas City entra na competição defendendo o título.
O campeão da competição foi o D.C. United, conquistando seu terceiro título. A premiação para o campeão foi de 250.000 dóares, e o vice, Real Salt Lake, recebeu 60.000 dólares.

## Participantes
| Entram na Fase Preliminar | Entram na Primeira Fase | Entram na Primeira Fase | Entram na Segunda Fase | Entram na Terceira Fase |
| NPSL/USCS/USSSA 2 times/1 time/1 time | NPSL/USASA/USL PDL/USL PRO 6 times/8 times/16 times/4 times | NPSL/USASA/USL PDL/USL PRO 6 times/8 times/16 times/4 times | NASL/USL PRO 6 times/8 times | MLS 16 times |
| National Premier Soccer League - FC Hasental - Georgia Revolution United States Club Soccer - Fresno Fuego Future United States Specialty Sports Association - Colorado Rovers SC | National Premier Soccer League - Brooklyn Italians - Chattanooga FC - FC Sonic Lehigh Valley - Madison 56ers - New York Red Bulls U23s - Sacramento Gold United States Adult Soccer Association - Dearborn Stars - Doxa Italia - Icon FC - Massachusetts Premier Soccer - NTX Rayados - PSA Elite - Red Force FC - RWB Adria | USL PRO - Dayton Dutch Lions - Pittsburgh Riverhounds - Phoenix FC - VSI Tampa Bay FC Premier Development League - Austin Aztex - Carolina Dynamo - Des Moines Menace - FC Tucson - GPS Portland Phoenix - Laredo Heat - Michigan Bucks - Ocala Stampede - Ocean City Nor'easters - Orlando City U-23 - Portland Timbers U23s - Reading United - Real Colorado Foxes - River City Rovers - Seattle Sounders FC U-23 - Ventura County Fusion | NASL - Atlanta Silverbacks - Carolina RailHawks - Fort Lauderdale Strikers - Minnesota United FC - San Antonio Scorpions - Tampa Bay Rowdies USL PRO - Charleston Battery - Charlotte Eagles - Harrisburg City Islanders - Los Angeles Blues - Orlando City - Richmond Kickers - Rochester Rhinos - Wilmington Hammerheads FC | - Chicago Fire - Chivas USA - Colorado Rapids - Columbus Crew - FC Dallas - D.C. United - Houston Dynamo - Los Angeles Galaxy - New England Revolution - New York Red Bulls - Philadelphia Union - Portland Timbers - Real Salt Lake - San Jose Earthquakes - Seattle Sounders FC - Sporting Kansas City |

## Premiação
| Lamar Hunt U.S. Open Cup de 2013 |
| -------------------------------- |
| D.C. UNITED Campeão (3º título)  |